# Rofeocitose
Rofeocitose ou micropinocitose é um processo celular, similar à pinocitose, no qual as células invaginam sua membrana plasmática para capturar partículas do meio ambiente e formam vacúolos intracitoplásmicos.